# Ballempfang

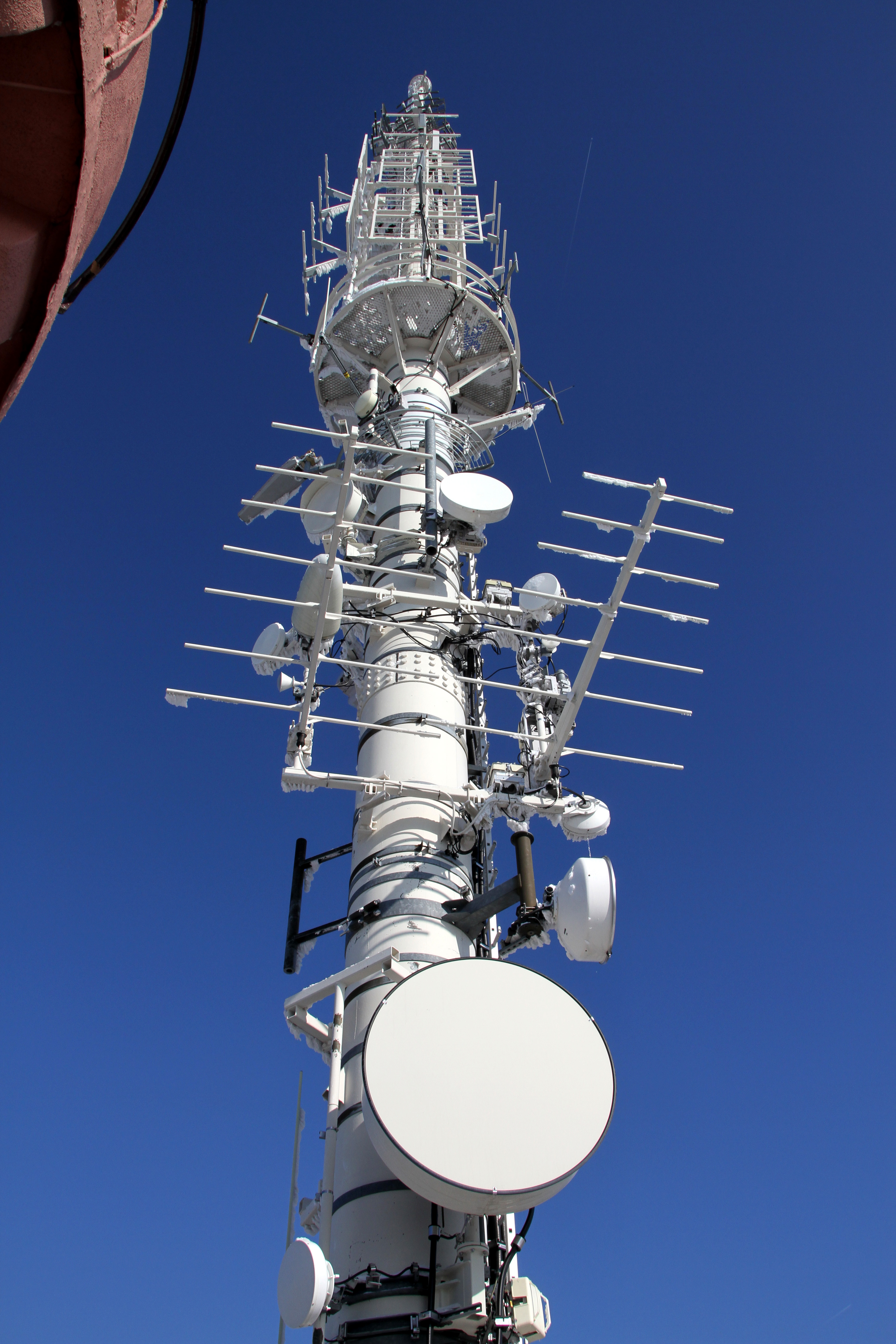
Der Sendemast auf dem Merkurturm in Baden-Baden kann per Ballempfang direkt vom SWR-Funkhaus versorgt werden und seinerseits dem gesamten Sendernetz des SWR als Quelle für Ballempfang dienen.

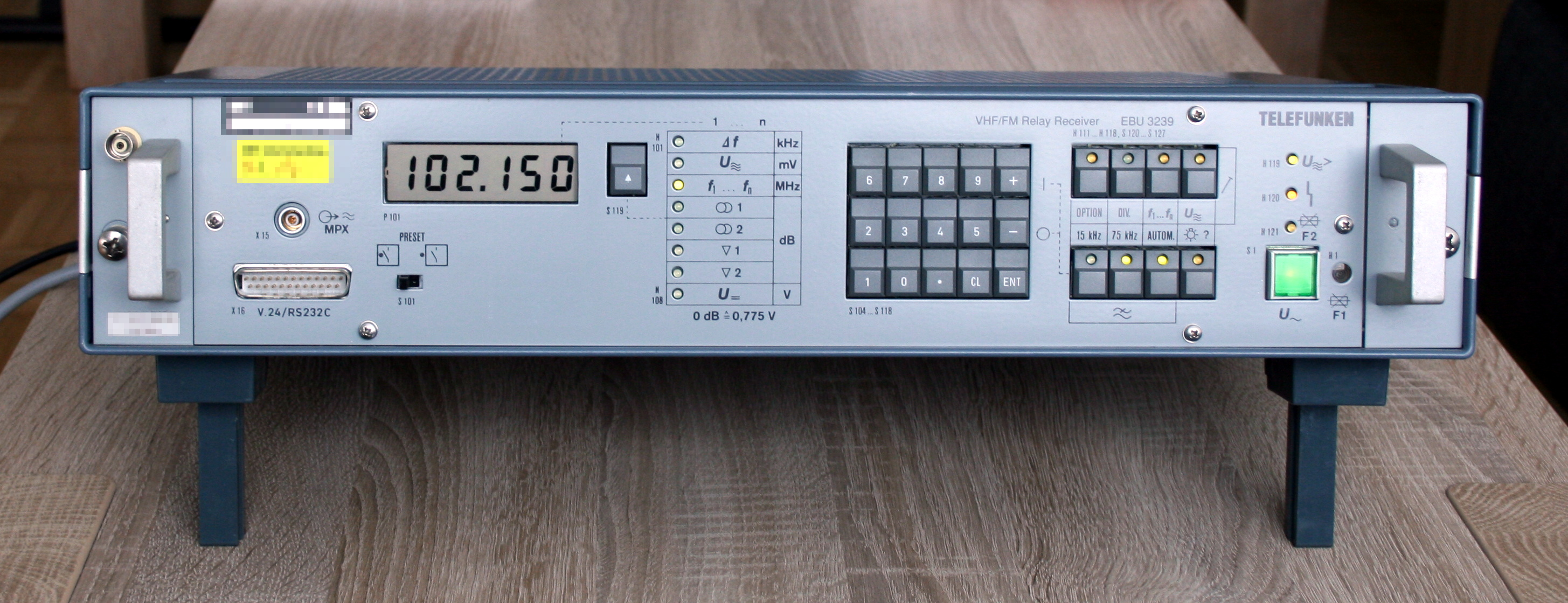
UKW-Ballempfänger

Ballempfang bezeichnet in der Rundfunktechnik eine spezielle Art der Zuführung von Radio- und Fernsehprogrammen zu einem Sender. Beim Ballempfang wird das Programm mit einer auf dem Sender installierten Empfangsanlage von einem anderen, programmgleichen Senderstandort empfangen (dieser spielt also bildlich „den Ball zu“), auf die eigene Frequenz umgesetzt und auf dieser lokal wieder ausgestrahlt.
Ein Sender, der per Ballempfang arbeitet, gleicht technisch einer Relaisstation. 

## Nutzung
Große Grundnetzsender werden üblicherweise über fest geschaltete Breitbandkabel oder Richtfunkstrecken in bester Qualität mit den auszustrahlenden Programmen versorgt. Hier dient die Ballempfangsanlage als Reserve: Bei einer Störung der normalen Signalzuführung wird automatisch auf Ballempfang als Programmquelle umgeschaltet. 
Die Versorgung per Ballempfang bietet im Vergleich zu Kabel oder Richtfunkstrecke eine geringere technische Qualität, zum einen wegen möglicher atmosphärischer Störungen, zum anderen wegen der erforderlichen zusätzlichen Demodulation des Programmsignals im Ballempfänger. Trotzdem werden teilweise auch Grundnetzsender des hr, BR, SWR und WDR ausschließlich per Ballempfang gespeist.
Permanent per Ballempfang arbeiten vor allem kleine lokale Umsetzer, bei denen eine Versorgung über Kabel oder Richtfunk nicht wirtschaftlich wäre.